# Archips xylosteana
The Variegated Golden Tortrix or Brown Oak Tortrix (Archips xylosteana) là một loài bướm đêm thuộc họ Tortricidae. Nó được tìm thấy ở châu Âu.

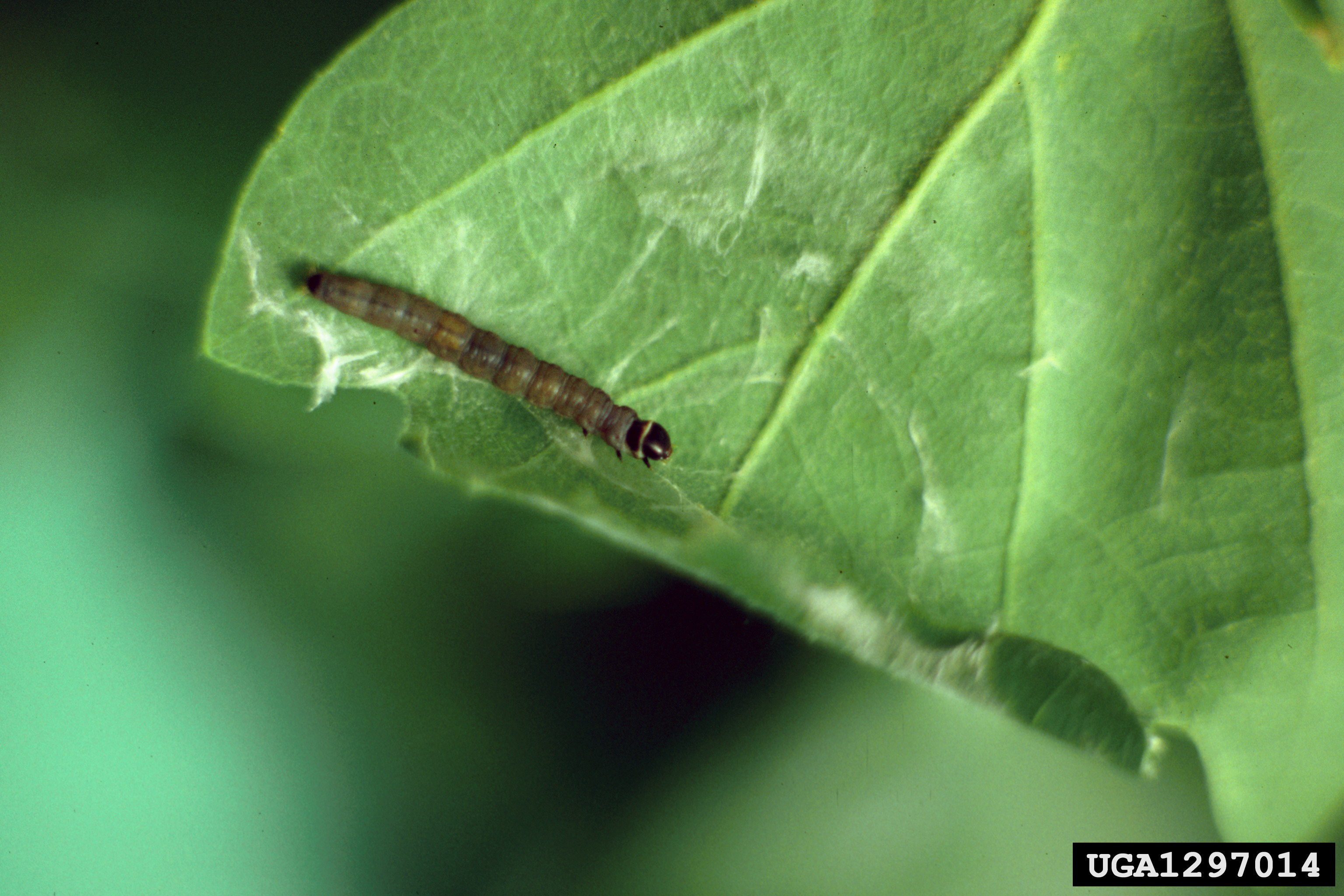
Caterpillar

Sải cánh dài 15–23 mm. Con trưởng thành bay từ tháng 6 đến tháng 8. 
Ấu trùng ăn oak but also apple và pear.

## Hình ảnh

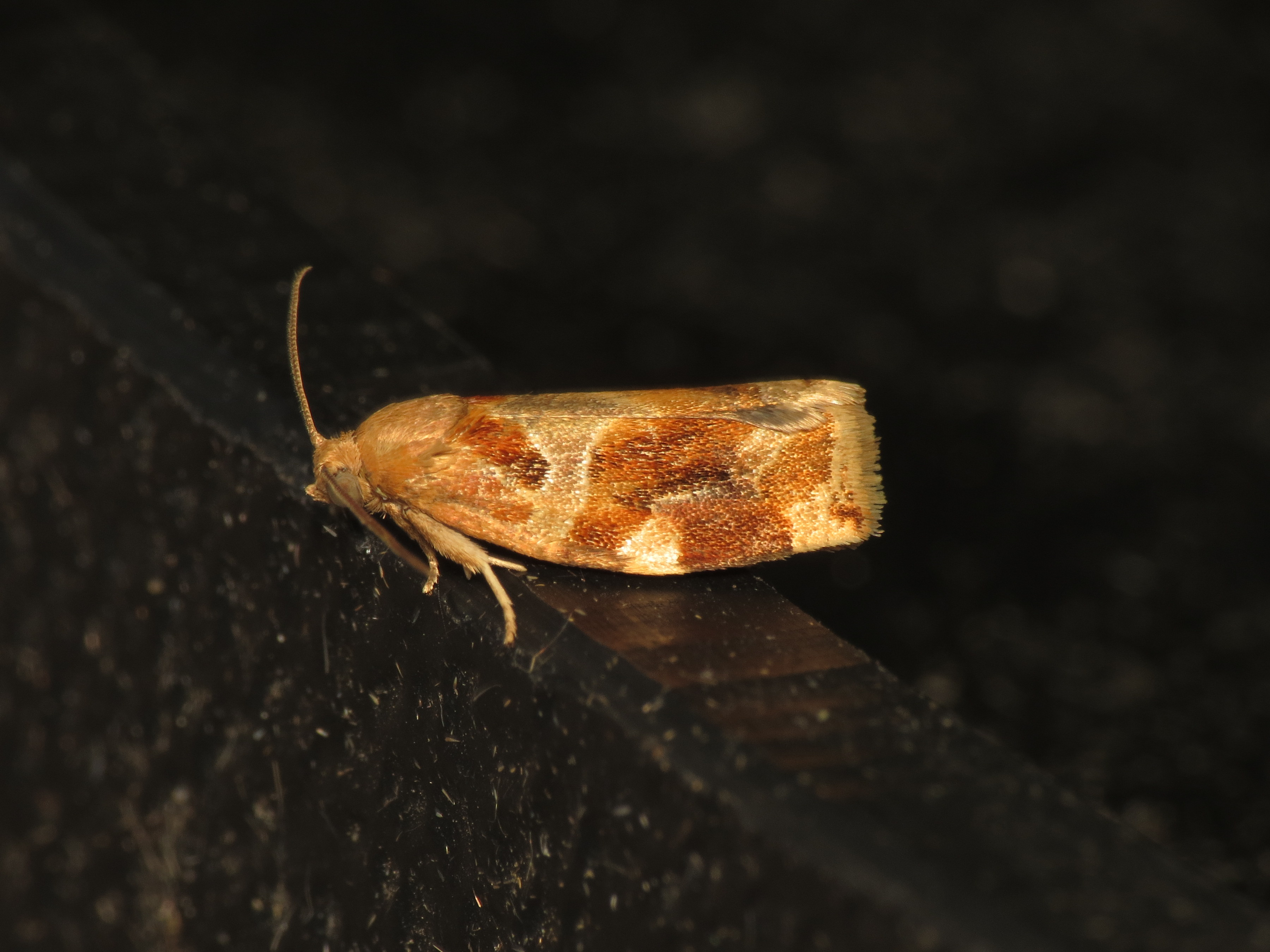
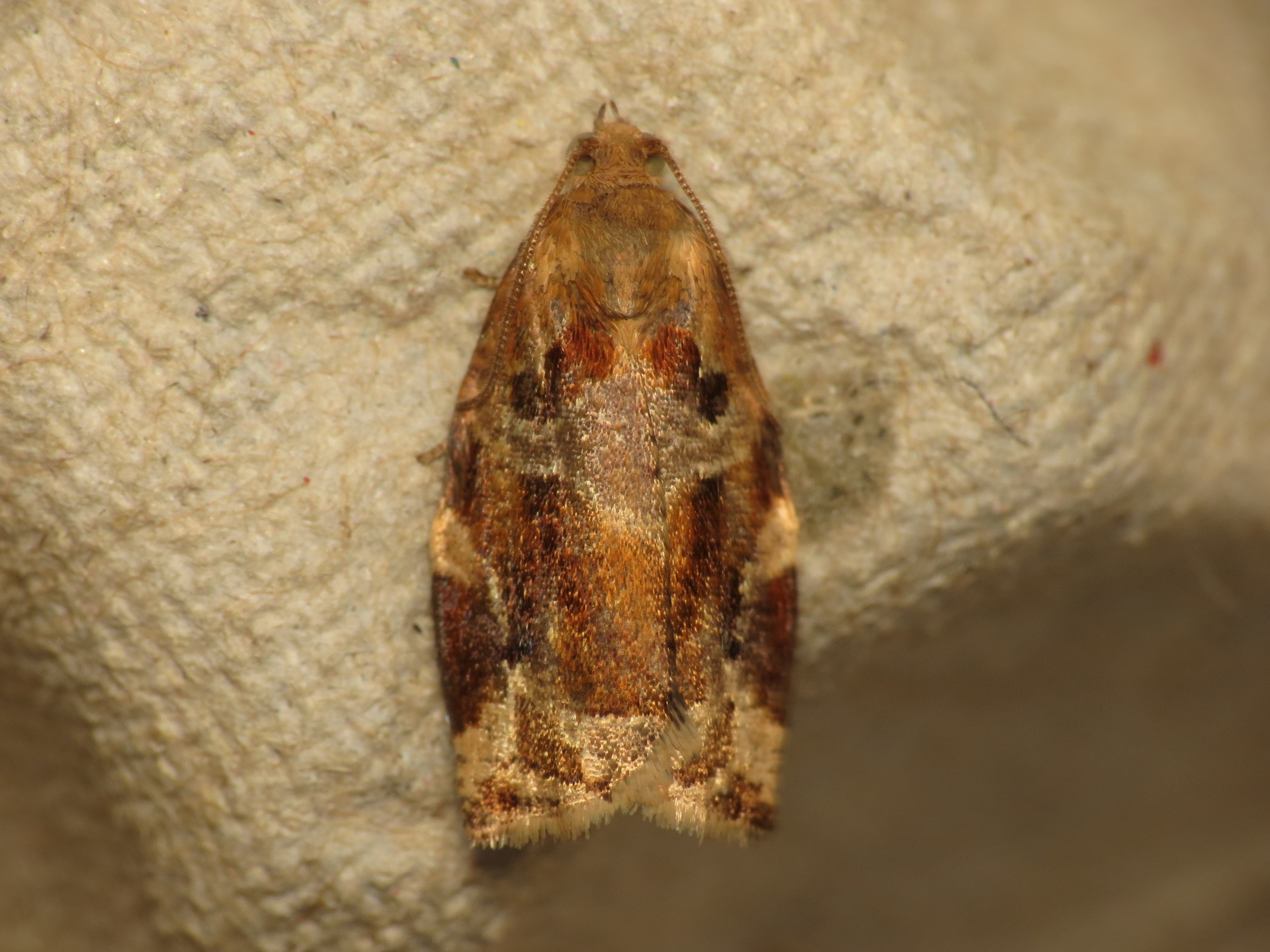
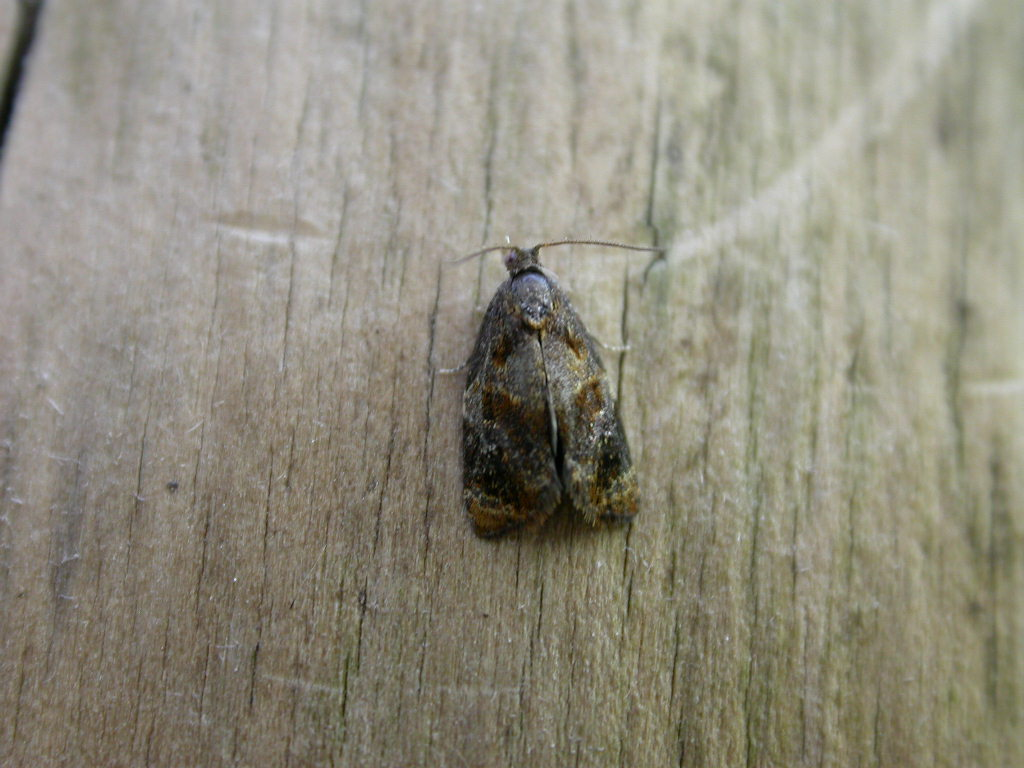
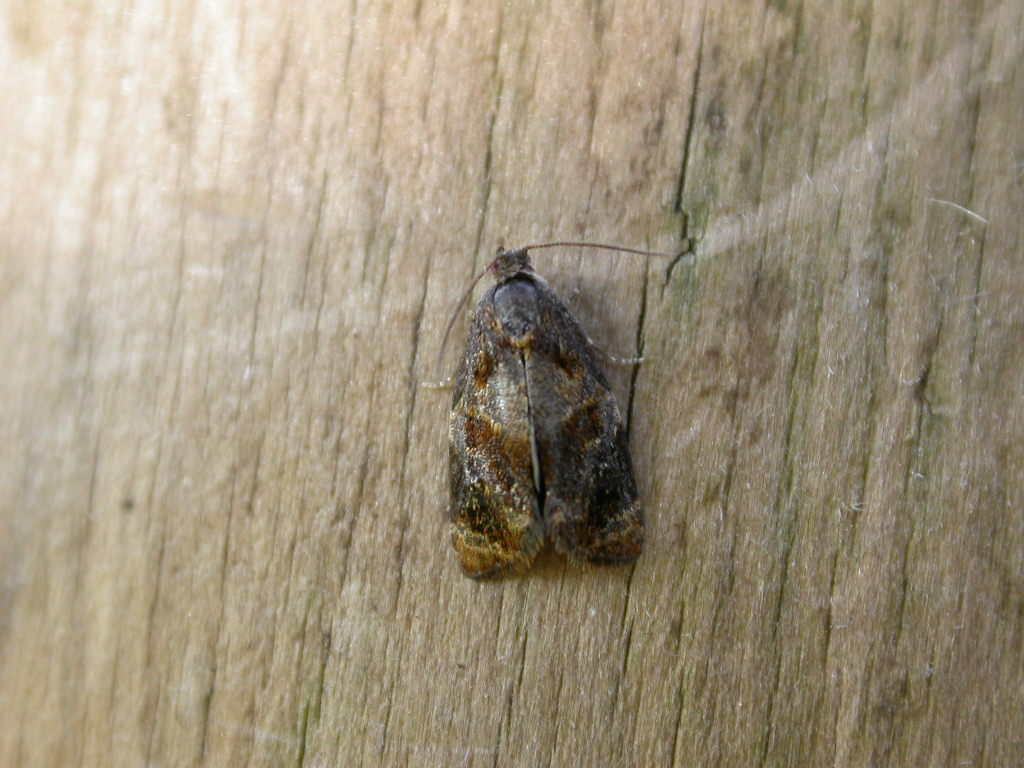